# هری هپوورث
هری هپوورث (انگلیسی: Harry Hepworth؛ زادهٔ ۶ دسامبر ۲۰۰۳) ژیمناست هنری اهل بریتانیا است.